# CLEC4M
CLEC4M (англ. C-type lectin domain family 4 member M) – білок, який кодується однойменним геном, розташованим у людей на короткому плечі 19-ї хромосоми. Довжина поліпептидного ланцюга білка становить 399 амінокислот, а молекулярна маса — 45 350.
| 10         |  | 20         |  | 30         |  | 40         |  | 50         |
| ---------- |  | ---------- |  | ---------- |  | ---------- |  | ---------- |
| MSDSKEPRVQ |  | QLGLLEEDPT |  | TSGIRLFPRD |  | FQFQQIHGHK |  | SSTGCLGHGA |
| LVLQLLSFML |  | LAGVLVAILV |  | QVSKVPSSLS |  | QEQSEQDAIY |  | QNLTQLKAAV |
| GELSEKSKLQ |  | EIYQELTQLK |  | AAVGELPEKS |  | KLQEIYQELT |  | RLKAAVGELP |
| EKSKLQEIYQ |  | ELTRLKAAVG |  | ELPEKSKLQE |  | IYQELTRLKA |  | AVGELPEKSK |
| LQEIYQELTE |  | LKAAVGELPE |  | KSKLQEIYQE |  | LTQLKAAVGE |  | LPDQSKQQQI |
| YQELTDLKTA |  | FERLCRHCPK |  | DWTFFQGNCY |  | FMSNSQRNWH |  | DSVTACQEVR |
| AQLVVIKTAE |  | EQNFLQLQTS |  | RSNRFSWMGL |  | SDLNQEGTWQ |  | WVDGSPLSPS |
| FQRYWNSGEP |  | NNSGNEDCAE |  | FSGSGWNDNR |  | CDVDNYWICK |  | KPAACFRDE  |

A: Аланін

C: Цистеїн

D: Аспарагінова кислота

E: Глутамінова кислота

F: Фенілаланін

G: Гліцин

H: Гістидин

I: Ізолейцин

K: Лізин

L: Лейцин

M: Метіонін

N: Аспарагін

P: Пролін

Q: Глутамін

R: Аргінін

S: Серин

T: Треонін

V: Валін

W: Триптофан

Кодований геном білок за функціями належить до рецепторів клітини-хазяїна для входу вірусу, рецепторів. 
Задіяний у таких біологічних процесах, як адаптивний імунітет, імунітет, вроджений імунітет, взаємодія хазяїн-вірус, ендоцитоз, альтернативний сплайсинг. 
Білок має сайт для зв'язування з іонами металів, іоном кальцію, лектинами. 
Локалізований у клітинній мембрані, мембрані.
Також секретований назовні.